# Culla (kommunhuvudort)
Culla är en kommunhuvudort i Spanien.   Den ligger i provinsen Província de Castelló och regionen Valencia, i den östra delen av landet, 300 km öster om huvudstaden Madrid. Culla ligger 1 065 meter över havet och antalet invånare är 677.
Terrängen runt Culla är huvudsakligen kuperad. Culla ligger uppe på en höjd. Runt Culla är det glesbefolkat, med 15 invånare per kvadratkilometer. Närmaste större samhälle är Villafranca del Cid, 12,9 km nordväst om Culla. 

## Källor

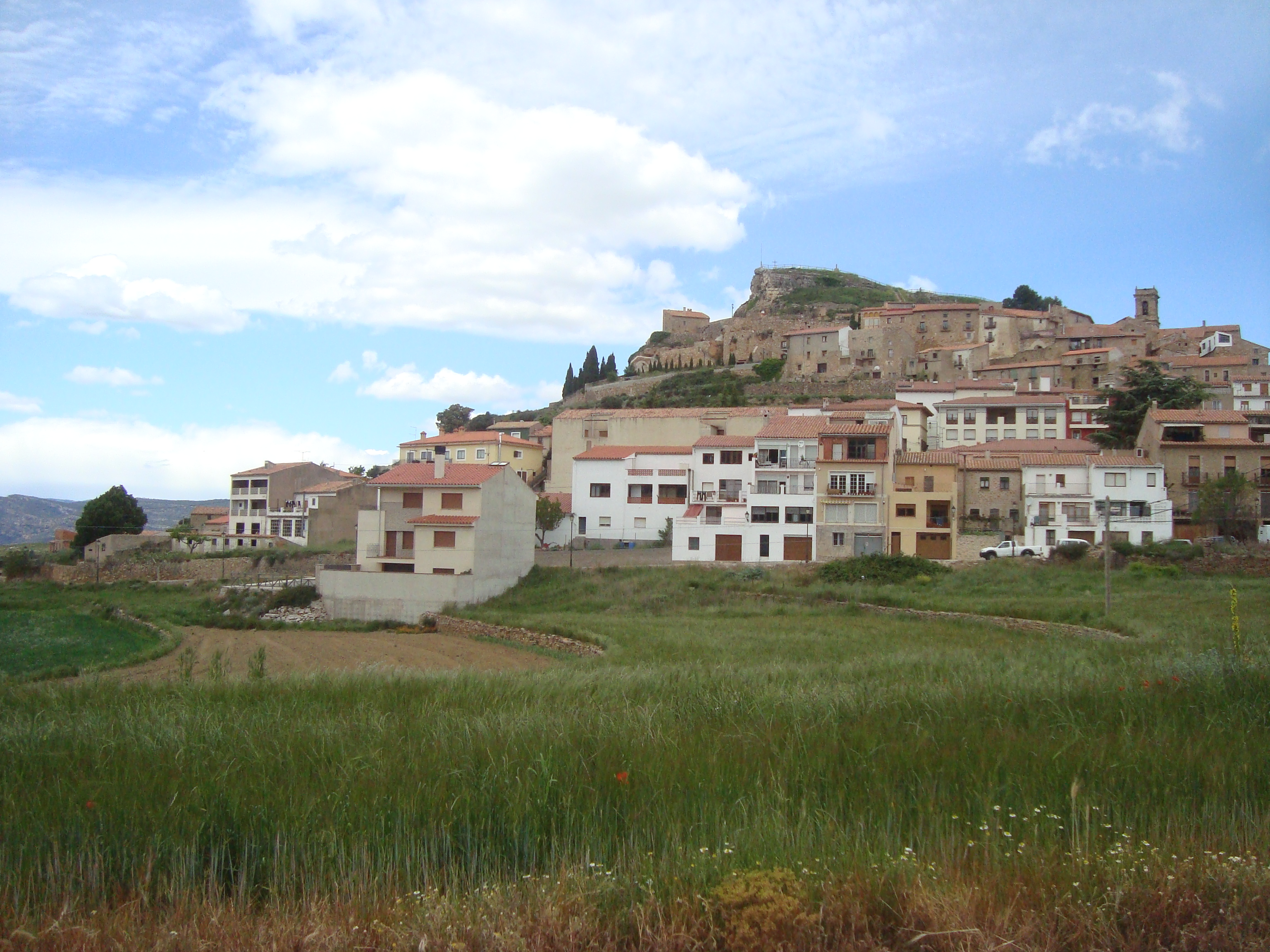
Culla

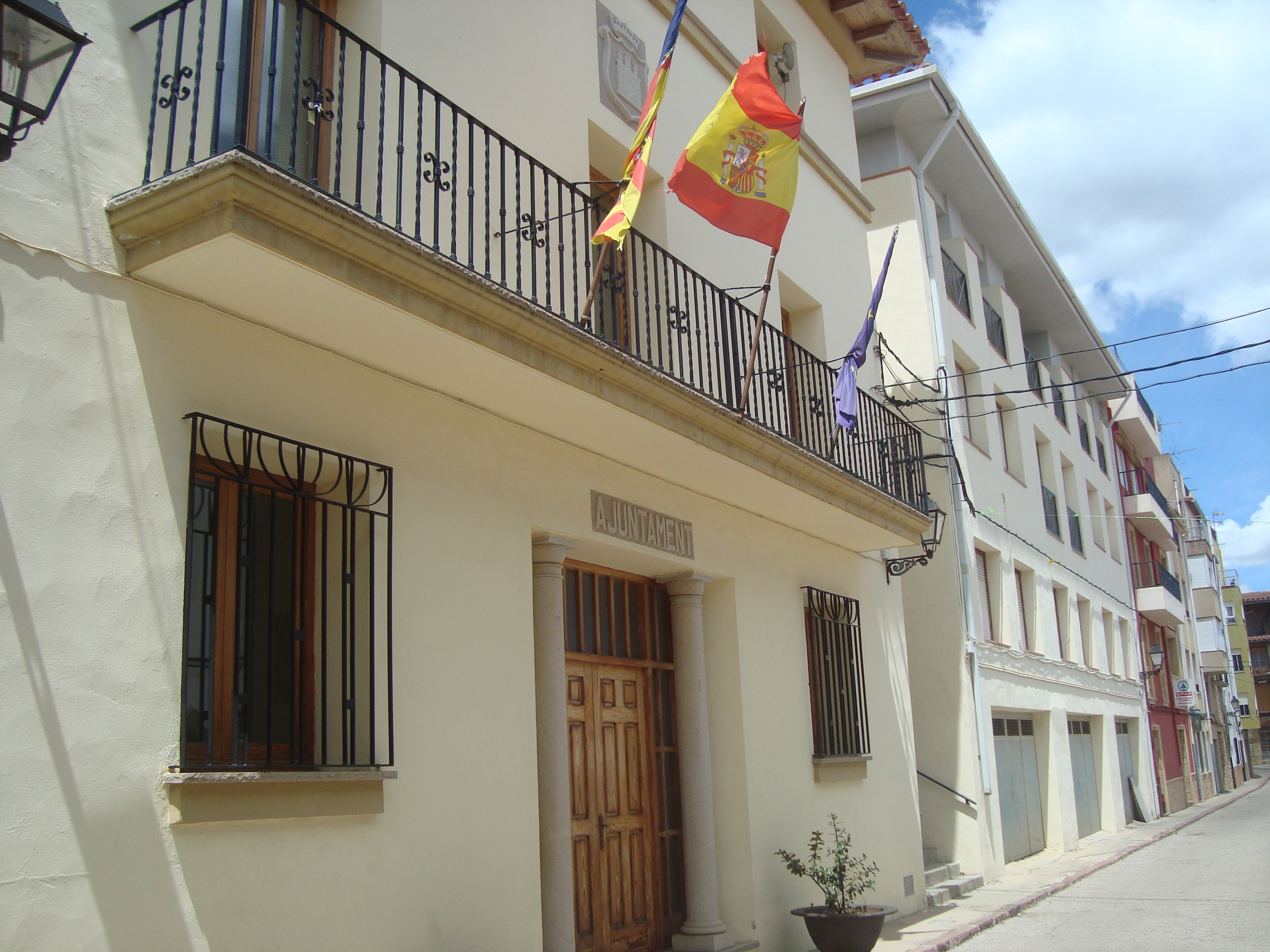
Culla